# Rob Harmeling
Lodewijk Johannes Harmeling, detto Rob (Hellendoorn, 4 dicembre 1964), è un ex ciclista su strada olandese.
Professionista dal 1989 al 1995, fu campione del mondo della cronosquadre nel 1986 e vinse una tappa al Tour de France 1992.

## Carriera
Tra i dilettanti, fece parte del quartetto della 100 km a squadre vincitore dei campionati del mondo del 1986; nel 1988 partecipò alle Olimpiadi di Seoul e vinse una tappa alla Corsa della Pace. Passò professionista nel 1989 con la Histor di Willy Teirlinck. Nel 1991 passò alla TVM, con cui conseguì una tappa al Tour de France e due al Giro dei Paesi Bassi nel 1992 ed una tappa al Tour de Luxembourg nel 1994. Si ritirò nell'ottobre del 1995. In totale, partecipò a tre edizioni del Tour de France, tre della Vuelta a España, una del Giro d'Italia ed una dei campionati del mondo.

## Palmarès
- 1981

Campionati olandesi: Prova in linea individuale, categoria esordienti
- 1986

Classifica generale Flèche du Sud
Ronde van Overijssel
Campionati del mondo: Cronometro a squadre (con Tom Cordes, John Talen e Gerrit De Vries)
- 1988

7ª tappa Corsa della Pace (Nowy Targ > Katowice)
3ª tappa Giro di Grecia (Lamia > Trikala)
5ª tappa Giro di Grecia (Katerini > ?)
6ª tappa Giro di Grecia (? > Larissa)
- 1992

3ª tappa Giro dei Paesi Bassi (Arnhem > Tilburg)
4ª tappa Giro dei Paesi Bassi (Tilburg > Heythuysen)
3ª tappa Tour de France (Pau > Bordeaux)
- 1994

3ª tappa, 1ª semitappa Tour de Luxembourg (Bettembourg > Foetz)

### Altri successi
- 1986

Tijdrit Velddriel (cronometro a coppie, con Jelle Nijdam)
- 1991

Profronde van Tiel
- 1992

Spektakel van Steenwijk
Criterium di Schijndel
- 1993

Campionati olandesi a squadre

## Piazzamenti

### Grandi Giri
- Giro d'Italia

1991: 113º
- Tour de France

1991: 158º
1992: ritirato (16ª tappa)
1994: squalificato (14ª tappa)
- Vuelta a España

1989: 139º
1992: 109º
1994: ritirato (18ª tappa)

### Classiche monumento
- Milano-Sanremo

1992: 78º
- Giro delle Fiandre

1991: 40º
1992: 36º
1994: 20º
- Parigi-Roubaix

1992: 38º
1994: 21º

### Competizioni mondiali
- Campionati del mondo

Colorado Springs 1986 - Cronosquadre: vincitore
Benidorm 1992 - In linea: ritirato
- Giochi olimpici

Seul 1988 - In linea: 38º